# Гірнича промисловість Папуа Нової Гвінеї
Гірнича промисловість Папуа Нової Гвінеї

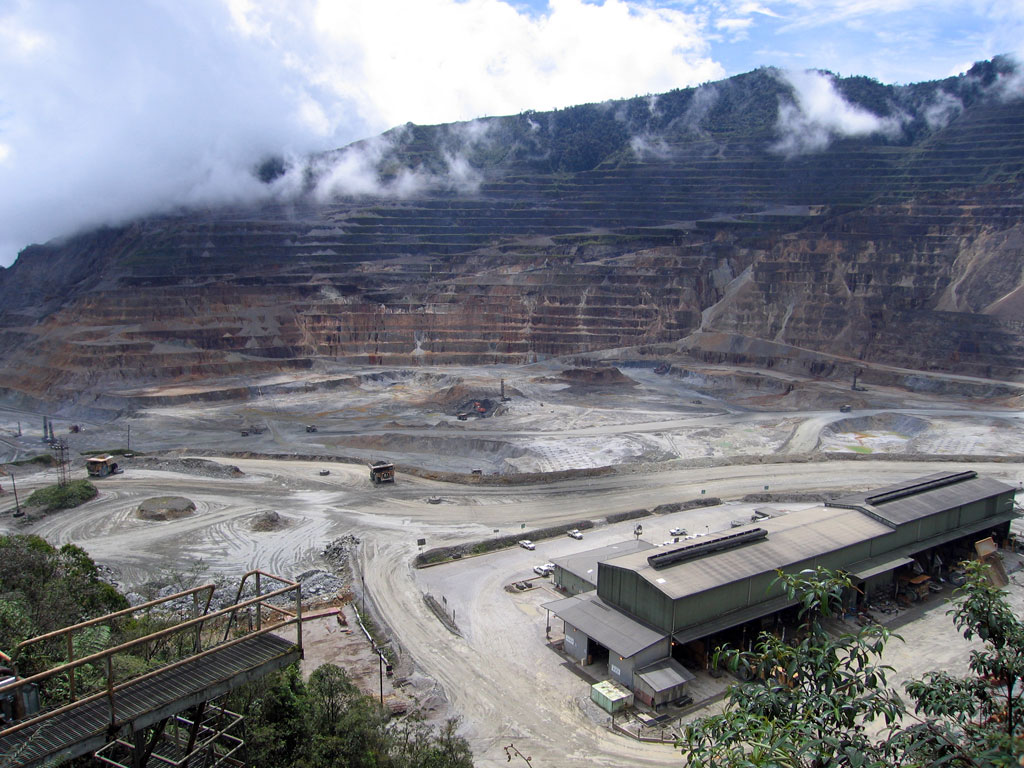
Кар'єр Ок-Теді в районі Норд Флай

## Загальна характеристика
Гірнича промисловість стала основним важелем економічного розвитку країни у 1970—1980-х роках. У 1972 почалася експлуатація родовищ міді і золота на о. Бугенвіль. Наприкінці XX ст. гірничодобувна промисловість забезпечила бл. 30 % ВВП.
Великомасштабний видобуток міді і золота почався в Пангуні на о. Бугенвіль в 1972. Запаси руди оцінювалися в 800 млн т, при вмісті міді 0,46 % і золота — 15,83 г/т. Виробництво велося компанією «Бугенвіль Коппер», що належить міжнародній монополії «Концинк Ріотінто». Велике родовище міді Ок-Теді в північно-західній частині гірської Нової Ґвінеї містить 250 млн т (в 1 т руди міді 0,852 % і золота 0,653 г). Наприкінці 1980-х років видобуток золота почався в Поргері поблизу Ок-Теді, на о. Місіма біля півд.-сх. берега Нової Ґвінеї і на о. Ліхір, що біля берегів Нової Ірландії. На думку експертів, Папуа Нова Гвінея може стати найбільшим світовим постачальником золота (потіснивши ПАР). Поргера — в числі 10 найбільших золотоносних родовищ, що експлуатуються у світі.
Наприкінці XX ст. гірничодобувна промисловість країни зосереджена на видобутку міді, золота, срібла (табл. 2), нікелю. Станом на 1998 р. видобуток Au в країні становив 60293 кг (в 1997 — 48482 кг), Ag, відповідно, 57527 і 49165 кг, виробництво Cu 151,56 і 111,52 тис. т. По підприємствам в 1998 р. видобуток Au (в дужках Ag) становив (в кг): Ok Tedi 12860 (26084) плюс виробництво 151,56 тис. т Cu в концентратах; Porgera 22606 (2849); Misima 5783 (18120); Lihir 14734 (413); Tolukuma 2362 (10304); на дрібних підприємствах і старательська 1948 (170).
Таблиця 1. — Видобуток золота, срібла і міді в Папуа Новій Ґвінеї
| Продуценти  | Золото, кг | Золото, кг | Срібло, кг | Срібло, кг | Мідь, тис.т | Мідь, тис.т |
| Продуценти  | 2001       | 2000       | 2001       | 2000       | 2001        | 2000        |
| Ок-Теді     | 14 144     | 16 608     | 35 770     | 45 034     | 20 462      | 20 361      |
| Поргера     | 23 658     | 28 318     | 3 516      | 3 707      | -           | -           |
| Місіма      | 5 182      | 6 880      | 20 318     | 24 199     | -           | -           |
| Ліхір       | 20 153     | 18 850     | -          | -          | -           | -           |
| Tolukuma    | 2 216      | 2 025      | 9 090      | 5 470      | -           | -           |
| Small Scale | 1 689      | 1 859      | 674        | 787        |             |             |
| Разом       | 67 043     | 74 540     | 69 368     | 79 197     | 20 462      | 20 361      |

На межі ХХ-XXI ст. в країні ведеться будівництво нових гірничих підприємств. Компанія Nord Pacific почала в 1998 р. будівництво золотодобувного підприємства Simberi на острові Табар проєктною продуктивністю 1240 кг/рік. Добувні запаси окиснених руд в гірському відведенні підприємства 4,4 млн т з сер. вмістом Au 1,54 г/т. Компанія Highlands Pacific підготувала ТЕО залучення до розробки родов. порфірових Cu-Au-руд Фріда-Рівер на кордоні провінцій Східний і Західний Сепік. Ресурси порфірових руд родов. оцінюються в 1000 млн т з сер. вмістом Cu 0,5 % і Au 0,3 г/т. До порфірової системи примикає високосульфідизоване рудне тіло, ресурси якого оцінюються в 60 млн т з сер. вмістом Cu 2,0 % і Au 0,6 г/т. Ресурси окисненого капелюха останнього оцінюються в 14,5 млн т з сер. вмістом Au 1,4 г/т. Компанія Aurora Gold підготувала ТЕО будівництва нікель-кобальтового гірничо-металургійного підприємства Ramu в провінції Маданґ (Madang). Ресурси руди в полі підприємства оцінюються в 143 млн т з сер. вмістом Ni 1,0 і Co 0,1 %, в тому числі запаси 72,2 млн т. Будівництво — з 2000 р..
Готується освоєння кобальт-нікелевих латеритних родовищ Раму і Вово-Гап, що може стати видатною подією в розвитку гірничої промисловості Папуа Нової Ґвінеї. Активізація геологорозвідувальних робіт на родовищах Раму і Вово-Гап викликана впровадженням технології автоклавного сірчанокислого вилуговування під високим тиском (HPAL) на ряді латеритних родовищ Австралії.
На північному узбережжі Папуа Нової Ґвінеї в провінції Маданґ виконується нікель-кобальтовий проєкт на родовищі Раму (Ramu), який передбачає видобуток латеритних руд в Курумбукарі (Kurumbukari) і їх переробку в Басамук Бей (Basamuk Bay). На родовищі Раму будується гідрометалургійне підприємство, що використовує технологію HPAL, з подальшим електролізом розчину (для отримання катодного нікелю і кобальту) на рафінувальному заводі, розташованому за 130 км від кар'єру, на березі затоки Басамук. Проєктна потужність підприємства — 32.8 тис. т нікелю і 3.2 тис. т кобальту на рік. Розвіданих запасів руди вистачить на 20 років роботи, ресурсів — на 35-40 років. Перший метал планують одержати в 2004 р.
Компанія Orogen Minerals придбала у Nord Pacific 31,5 % інтересу в гірничо-металургійному підприємстві Раму. Компанія Highlands Pacific володіє 68,5%-ним інтересом в проєкті. Ресурси що залучається до розробки родов. оцінюються в 143 млн т руди з середнім вмістом Ni 1,01 і Co 0,10 %. Проєктна продуктивність підприємства 32,8 тис. т Ni і 3200 т Co на рік [Mining J. — 1999. — 333, 8560. — Р. 449].
На родов. Вово-Гап передбачається будівництво гірничо-металургійного підприємства потужністю 45 тис. т нікелю і 3 тис. т кобальту на рік.
Нафта і газ. На видобутку нафти і газу в країні спеціалізуються фірми Orogen Minerals та Oil Search will (очікується їх злиття).